# Bembrops platyrhynchus
Bembrops platyrhynchus és una espècie de peix de la família dels percòfids i de l'ordre dels perciformes.

## Etimologia
Bembrops prové dels mots grecs bembras, -ados (una mena d'anxova) i ops (aparença), mentre que platyrhynchus deriva de les paraules gregues platys (pla) i rhynchos (musell o bec).

## Descripció
El seu cos, allargat, fa 25 cm de llargària màxima, és de color marró grisenc (més clar a la part inferior) i presenta taques fosques i no clarament definides al llarg del cos, incloent-hi una a la base dels radis superiors de l'aleta caudal en el cas de la femella. Cap deprimit a la part anterior, amb els ulls grans i l'espai interorbitari estret. Boca gran i amb la mandíbula inferior més allargada que la superior. Opercle amb dues espines. Sense espines a l'extrem anterior del musell. Absència de barbeta a l'extrem de la mandíbula superior. Extrem posterior del maxil·lar superior amb una excrescència dèrmica. Dues aletes dorsals: la primera presenta una coloració de fosca a negra i una espina allargada en forma de filament. 6 espines i 14-15 radis tous a l'aleta dorsal i cap espina i 15-16 radis tous a l'anal. La membrana entre la primera i la segona espines de l'aleta dorsal és negra. Els mascles tenen una coloració fosca a la meitat superior de la segona aleta dorsal. Escates ctenoides vorejades de negre i relativament grans. 5 fileres d'escates entre la línia lateral i l'origen de l'aleta anal. Línia lateral corbada lleugerament per sobre de les aletes pectorals.

## Alimentació
El seu nivell tròfic és de 3,61.

## Hàbitat i distribució geogràfica
És un peix marí i batidemersal (entre 200 i 549 m de fondària), el qual viu a la conca Indo-Pacífica: el talús continental des del mar de la Xina Meridional, i el mar de les Filipines fins a la badia de Bengala, el mar de Tasmània, Somàlia Moçambic i Sud-àfrica, incloent-hi l'Índia (com ara, les illes Andaman), el sud de Taiwan, el Vietnam, les illes Filipines, Indonèsia i Austràlia (Austràlia Occidental i Nova Gal·les del Sud).

## Observacions
És inofensiu per als humans i no presenta cap valor comercial.